# Sicarius damarensis
Sicarius damarensis là một loài nhện trong họ Sicariidae. S. damarensis được miêu tả năm 1928 bởi George Newbold Lawrence.